# Dryadoblatta scotti
Dryadoblatta scotti är en kackerlacksart som först beskrevs av Robert Walter Campbell Shelford 1912.  Dryadoblatta scotti ingår i släktet Dryadoblatta och familjen jättekackerlackor. Inga underarter finns listade i Catalogue of Life.